# The Suspect (film 1916)
The Suspect è un film muto del 1916 sceneggiato, interpretato e diretto da S. Rankin Drew.

## Trama
Mouroff, un nichilista, fallisce un attentato contro il duca Karatoff. Viene inseguito da Paul, il figlio del duca, e i due si scontrano in un appartamento. Mouroff riesce a fuggire grazie all'intervento di Valdor, un altro nichilista. Nell'appartamento si trova Sophie, che soccorre il giovane aristocratico e lo cura. Benché il duca Karatoff sia il responsabile dell'arresto dei suoi genitori che sono stati torturati e uccisi, Sophie accetta di sposare Paul quando questi le chiede di sposarlo. I due hanno presto un bambino ma Paul scopre anche che la moglie è ella stessa una nichilista. Aggredito da Valdor, Paul viene gettato nel fiume, ma è salvato da Mouroff, che lo trascina a riva. Il giovane, però, ha perduto la memoria e non ricorda niente. Credendo di essere un nichilista, si unisce ai congiurati mentre la moglie, ritenendolo morto, fugge in Inghilterra. Lì, conosce Richard, un diplomatico sotto copertura, e si innamora di lui.
Passano cinque anni. A Londra si tiene un riunione nichilista nella quale si infiltra il duca Karatoff. Però l'uomo viene riconosciuto: una pallottola a lui destinata colpisce Paul che muore al posto del padre. Ora Sophie è libera di sposare Richard, mentre Karatoff prende con sé il nipote, figlio di Sophie e di Paul, che in patria è l'erede destinato a salire al trono.

## Produzione
Il film fu prodotto dalla Vitagraph Company of America.

## Distribuzione
Distribuito dalla V-L-S-E, il film uscì nelle sale cinematografiche statunitensi il 22 maggio 1916.
Alcune fonti contemporanee riferiscono che il soggetto sia basato su The Silver Shell di H.J.W. Bam ma non si sono trovate fonti sulla pubblicazione della storia. Il film fu vietato in Canada per il ritratto negativo che faceva del sistema politico russo.